# کال استار اوییشن
کال استار اوییشن (به انگلیسی: Kal Star Aviation) یک شرکت هواپیمایی با کد یاتا KD است که در ۲۰۰۰ میلادی تأسیس شده‌است. قطب کال استار اوییشن در فرودگاه سوپادیو قرار دارد.